# Ninguno Granja, Jalisco
Ninguno Granja är en ort i Mexiko.   Den ligger i kommunen Ojuelos de Jalisco och delstaten Jalisco, i den centrala delen av landet, 400 km nordväst om huvudstaden Mexico City. Ninguno Granja ligger 2 159 meter över havet och antalet invånare är 554.
Terrängen runt Ninguno Granja är platt åt sydost, men åt nordväst är den kuperad. Runt Ninguno Granja är det ganska glesbefolkat, med 21 invånare per kvadratkilometer. Närmaste större samhälle är Matancillas, 9,9 km öster om Ninguno Granja. Omgivningarna runt Ninguno Granja är i huvudsak ett öppet busklandskap.